# 아시아 요리

아시아

아시아 요리(Asia 料理)는 아시아 대륙의 요리이다.
아시아 음식은 중앙 아시아, 동아시아, 북아시아, 남아시아, 동남아시아 및 서아시아와 같은 몇 가지 중요한 지방 요리 스타일을 통합한다. 음식은 일반적으로 특정 문화와 관련된 요리 관행 및 관습의 트레이드마크 방식이다. 가장 크고 가장 인구가 많은 대륙인 아시아는 많은 문화의 본고장이며, 그 중 다수는 고유한 요리를 가지고 있다. 아시아 요리는 향신료로도 유명하다.
대륙의 동부 및 남동부 지역의 많은 문화에 공통적인 재료에는 쌀, 생강, 마늘, 참깨, 고추, 말린 양파, 콩, 두부가 포함된다. 볶음, 찌기 및 튀김은 일반적인 요리 방법이다.
쌀은 대부분의 아시아 요리에서 일반적이지만 다양한 지역에서 다양한 품종이 인기가 있다. 찹쌀은 라오스의 문화, 종교적 전통, 국가 정체성에 깊이 뿌리내리고 있다. 바스마티 쌀은 인도 아대륙에서 인기가 있고 자스민 쌀은 동남아시아 전역에서 흔히 볼 수 있으며 장립종 쌀은 중국에서, 단립종 쌀은 일본과 한국에서 인기가 있다.
카레는 남아시아, 동남아시아 및 동아시아에서 흔히 볼 수 있는 요리이다. 카레 요리는 인도 아대륙에서 유래되었다. 동아시아 국가에서는 일반적으로 카레에 코코넛 밀크 베이스를 사용하는 반면 서남아시아 국가에서는 일반적으로 요구르트 베이스를 사용한다.

## 분류
지리적으로 다음과 같이 나눌 수 있다.
- 남아시아 요리
- 동남아시아 요리
- 동아시아 요리
- 북아시아 요리
- 서아시아 요리
- 중앙아시아 요리

아시아 요리에 속하는 요리는 다음과 같다.
- 남오세티야 요리
- 네팔 요리
- 동티모르 요리
- 라오스 요리
- 러시아 요리
- 레바논 요리
- 말레이시아 요리
- 몰디브 요리
- 몽골 요리
- 미얀마 요리
- 바레인 요리
- 방글라데시 요리
- 베트남 요리
- 부탄 요리
- 북키프로스 요리
- 브루나이 요리
- 사우디아라비아 요리
- 스리랑카 요리
- 시리아 요리
- 싱가포르 요리
- 아랍에미리트 요리
- 아르메니아 요리
- 아르차흐 요리
- 아제르바이잔 요리
- 아프가니스탄 요리
- 압하지야 요리
- 예멘 요리
- 오만 요리
- 요르단 요리
- 우즈베키스탄 요리
- 이라크 요리
- 이란 요리
- 이스라엘 요리
- 이집트 요리
- 인도 요리
- 인도네시아 요리
- 일본 요리
- 조지아 요리
- 중국 요리
  - 중화민국 요리
  - 중화인민공화국 요리
- 카자흐스탄 요리
- 카타르 요리
- 캄보디아 요리
- 쿠웨이트 요리
- 키르기스스탄 요리
- 키프로스 요리
- 타지키스탄 요리
- 태국 요리
- 튀르키예 요리
- 투르크메니스탄 요리
- 티베트 요리
- 파키스탄 요리
- 팔레스타인 요리
- 필리핀 요리
- 한국 요리
  - 대한민국 요리
  - 조선민주주의인민공화국 요리

## 같이 보기
- 세계 요리
- 중동 요리
- 지중해 요리